# 엑스박스 라이브 비전

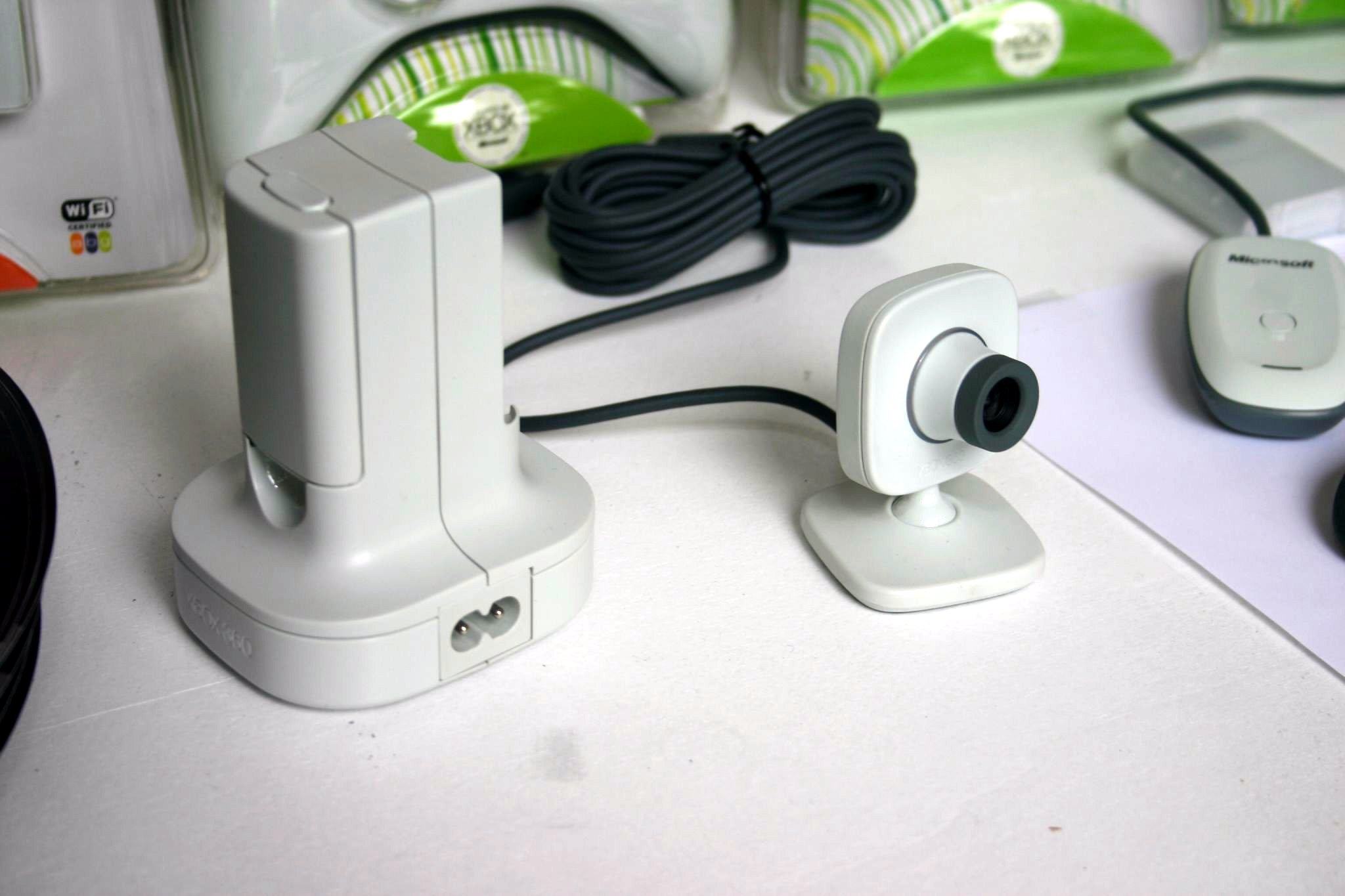
엑스박스 라이브 비전

엑스박스 라이브 비전(Xbox Live Vision)은 엑스박스 360과 엑스박스 라이브에서 사용하는 웹캠이다.
화상 채팅이나 개인 게이머 사진, 게임에서의 화상 채팅, 사진 촬영을 위해 사용할 수 있다. 30프레임에 640 x 480 동영상 해상도를 지원하며, 130만 화소의 사진 촬영을 지원한다.

## 같이 보기
- 플레이스테이션 아이